# が〜まるちょば
が〜まるちょば（英語: GAMARJOBAT、グルジア語: გამარჯობა）は、日本のパントマイム・アーティスト。

## 概要
1999年、それまで別々に活動していた二人がデュオを結成。自らの芸を「サイレントコメディー」と呼び、言葉を一切用いないパントマイムを主体とした芸をする。2004年エディンバラ・フェスティバル・フリンジ ダブルアクトアワード、2005年エディンバラ・フェスティバル・フリンジ タップウォーターアワード、2006年ブライトン・フェスティバル・フリンジ ベストインターナショナルアクトアワード、2007年ブライトン・フェスティバル・フリンジ アーガスエンジェルアワードを受賞。言葉や文化を超えたパフォーマンスで国際的に活動し、35カ国以上のフェスティバルなどから招待を受けてきた。
左胸にBBCの小中学生向け国民的バラエティー番組『ブルーピーター（Blue Peter）』のバッジを付けている。このバッジを持っている者は現地イギリス人でも限られている。
「が〜まるちょば」とは、ジョージア語で「こんにちは」(グルジア語: გამარჯობა、グルジア語ラテン翻字: gamarjoba)の意味。
2010年からは、「が〜まるちょばプロジェクト」が始動し、多人数での作品づくりも行ってきたが、2014年に「ザ・が〜まるちょばカンパニー」の6人組ユニットを結成した。
2017年2月28日付で、所属していたブレインズアンドハーツから他の所属タレント共々契約解除され（ブレインズアンドハーツは同日に事業停止、同年3月29日に破産手続開始決定）、同年3月28日によしもとクリエイティブ・エージェンシー所属となることが発表された。
2019年2月9日、同年3月末日をもってケッチ！が脱退することを発表した。脱退後はHIRO-PONのみで「が～まるちょば」として活動を続ける。
2019年12月末日をもって吉本興業を離れ、2020年1月よりティアスエンドに所属しフリーアーティストとして再出発することを発表した。
2021年開催の2020年東京オリンピックの開会式では、HIRO-PONがパフォーマーコンビ「GABEZ」とともに50種目のピクトグラムパフォーマンスを行った。

## メンバー
本名・生年月日は非公開である。
HIRO-PON（ヒロポン）
埼玉県出身。立ち位置が主に向かって右の黄色いモヒカンの方。
旧メンバー
ケッチ！
静岡県出身。立ち位置が主に向かって左の赤いモヒカンの方。2019年3月末をもって脱退。

## 出演
JAPAN TOUR
- が〜まるちょば サイレントコメディー JAPAN TOUR 2007 （2007年7月11日 - 2008年1月19日）
- が〜まるちょば サイレントコメディー JAPAN TOUR 2009 （2009年2月11日 - 4月30日）
- が〜まるちょば サイレントコメディー JAPAN TOUR 2010 （2010年1月27日 - 5月30日）
- が〜まるちょば サイレントコメディー JAPAN TOUR 2011 （2011年9月9日 - 12月1日）
- が〜まるちょば サイレントコメディー JAPAN TOUR 2012 （2012年8月31日 - 12月2日）
- が〜まるちょば サイレントコメディー JAPAN TOUR 2014 （2014年1月31日 - 4月27日）
- が〜まるちょば サイレントコメディー JAPAN TOUR 2015 （2015年4月3日 - 7月12日）
- が〜まるちょば サイレントコメディー JAPAN TOUR 2016 （2016年6月16日 - 12月18日
- が～まるちょば サイレントコメディー JAPAN TOUR 2018   (2018年7月12日 - 2019年1月5日)
- が～まるちょば ライブ ”MIME CRAZY” （2019年6月7日 - 6月9日 / 東京公演のみ）
- が～まるちょば オンラインライブ ”KICK-ASS MIME” (2020年10月31日）
- が～まるちょば LIVE 2021 STORIES "PLEASE PLEASE MIME"（2021年1月20日 - 1月24日 / 東京公演のみ）
- が～まるちょば シネマティック・コメディー JAPAN TOUR 2023（2023年6月3日 - 7月16日）
- が～まるちょば シネマティック・コメディー JAPAN TOUR 2025 ～Everybody hates MIME～（2025年1月13日 - 3月22日）

テレビ番組
レギュラー
- すくすくぽん!（東海テレビ、2008年4月5日-2023年3月26日）番組終了により出演も終了。
- オドモTV（NHK Eテレ、2018年4月 -）
- うるまでが〜まる （テレ玉 、2009年1月5日- 2009年3月23日）
- Beポンキッキ （BSフジ、2009年4月 - 2011年4月22日）
- ひょうたんからコトバ （NHK教育テレビ 、2009年4月8日 - 2014年3月10日）
- もしものが〜まる（HTB 、2011年7月8日- 9月30日）冠番組。毎週木曜深夜に放送。15分番組。

ゲスト
- あらびき団（TBS）
- The Slammer (2008年3月28日)
- NHKニュース おはよう日本 （2009年1月11日）
- 森田一義アワー 笑っていいとも! （フジテレビ 、2009年1月16日）
- HEY!HEY!HEY! MUSIC CHAMP （フジテレビ、2009年2月2日）
- ダウンタウンDX （読売テレビ 、2009年7月30日）
- 東海テレビ 開局50周年記念 セリフのないドラマ が〜まるちょばの「つたえる、つなぐ」（東海テレビ 、2009年9月21日）
- めざましテレビ （フジテレビ、2009年11月3日）
- 夜型人間 （テレビ新広島 、2009年11月27日・12月4日） - 「カストリ番長の華麗なる週末」
- 笑点 （日本テレビ 、2009年11月29日・2010年12月5日・2014年1月26日）
- 世界1のSHOWタイム〜ギャラを決めるのはアナタ〜 （日本テレビ 、2010年2月1日）
- 課外授業 ようこそ先輩 「心が動いた瞬間!」（NHK総合 、2010年4月25日）
- つながるセブン （J:COM 、ゲスト、2010年12月24日）
- 志村けんのバカ殿様 （フジテレビ、2011年1月6日）
- 笑いがいちばん （NHK総合、2011年2月6日）
- 笑・神・降・臨 （NHK総合、2011年3月5日）
- おはスタ （テレビ東京 、2011年5月13日、2018年7月9日）
- 金曜スーパープライム ・世界☆ドリームワーク〜カラダを張って稼ぐぞSP〜（日本テレビ、2011年5月13日）（これはブルネイ の王子 の主催のエンターティナー のショー の仕事でペナルティ のワッキー と大衆演劇のスター宝海大空共に来て仕事をした）　　
- キンシオ （tvk 、不定期に出演）
- アナザースカイ （日本テレビ、2013年11月22日）
- コサキンエンタメハウス（BSフジ、2015年3月15日）
- 笑点 （日本テレビ、2015年3月22日）（ザ・が〜まるちょばカンパニーとして、GABEZのMASA, hitoshi と共に4名で出演）
- ナカイの窓 （日本テレビ、2015年6月10日）
- みいつけた! （Eテレ、2017年12月8日）
- 欽ちゃんのアドリブで笑（ショー）（NHK BSプレミアム、2020年1月26日・2月2日・2月9日）
- 世界の果てまでイッテQ!（日本テレビ、2020年6月21日）
- ザワつく!金曜日（テレビ朝日、2020年9月18日）
- マツコの知らない世界（TBS、2021年9月28日）
- 情熱大陸（TBS、2022年1月30日）
- 天才てれびくん（Eテレ、2022年10月26日）
- 徹子の部屋（テレビ朝日、2023年5月12日）

ラジオ番組
- が〜まるちょば、しゃべる!（TBSラジオ、2014年3月31日-2015年2月23日）

CM
- じゃがビー（カルビー）
- ソトコト

その他
- JR東日本 トレインチャンネル （2010年4月8日〜同年10月）
- パントマイム・イン・バンコク 第7，8回公演
- 朝日新聞グローブのプロモーション
- 東京2020オリンピック競技大会 開会式 ピクトグラムパフォーマンス　(国立競技場、2021年7月23日)